# ساول دي ماتا
ساول دي ماتا (بالإسبانية: Héctor De Mata)‏ هو لاعب كرة الصالات ‏ ولاعب كرة قدم غواتيمالي في مركز الوسط، ولد في 17 أبريل 1980 في مدينة غواتيمالا في غواتيمالا. شارك مع منتخب غواتيمالا لكرة القدم. أما مع النوادي، فقد لعب مع ديبورتيفو بيتابا ونادي كوميونيكيشنس.

## وصلات خارجية
- ساول دي ماتا على موقع الاتحاد الدولي (مؤرشف)  (الإنجليزية)
- ساول دي ماتا على موقع قاعدة بيانات كرة القدم.إي يو (الإنجليزية)
- ساول دي ماتا على موقع ناشيونال فوتبول تيمز (الإنجليزية)